# 淑徳巣鴨中学校・高等学校
淑徳巣鴨中学校・高等学校（しゅくとくすがもちゅうがっこう・こうとうがっこう、英称：Shukutoku Sugamo Junior and Senior High School）は、東京都豊島区西巣鴨二丁目にある私立中学校・高等学校。
高等学校では、中学校から入学した内部進学の生徒と高等学校から入学した外部進学の生徒とでは3年間別クラスになる、併設別クラス型中高一貫校である。通称は淑巣（しゅくす）。

## 概観
1919年（大正8年）、社会福祉施設マハヤナ学園が社会事業家である長谷川良信により設立される。マハヤナとは古代インドの梵語で、Maha（大きい）Yana（乗り物）のことで、大きい乗り物に一切万有を乗せ、仏智、慈悲の彼岸に運んでいくことを意味する。
長谷川は浄土宗の大僧正であり、学校を創立する際、根本の教育理念を「感恩奉仕」という言葉で表し、校訓となっている。大乗仏教精神に基づく人格陶冶を目指している。
1972年までは商業科単一の女子高校であったが、1973年（昭和48年）に普通科を設置し、1979年、職業教育は普通教育でも実施できるとの考えから商業科を廃止、1985年に淑徳巣鴨高等学校に改称する。
1992年に男女共学となり、1996年淑徳巣鴨中学校が開校、中高一貫教育となる。

## 教育方針

### 校訓
感恩奉仕
感恩とは、今日の自分が他の多くの恩を受けて生かされていることに対する感謝の心を表すことであり、奉仕とは、他の恩恵によって今日ある自分を他のために役立てていくことである。

### 「おかげさま」の心
朝は生徒（生徒会役員と各部活動の部員たち）と教員が正門前に並び、挨拶運動を行っている。 厚生委員会では、学校周辺の清掃などボランティア活動を行っている。また、始業前の時間を利用して洗心の会を行っている。

## 所在地・交通アクセス
所在地
- 東京都豊島区西巣鴨2-22-16

交通アクセス
出典 : 
- 電車

| 路線名           | 最寄り駅     | 出口 | 徒歩所要時間 |
| ---------------- | ------------ | ---- | ------------ |
| 都営地下鉄三田線 | 西巣鴨駅     | A3   | 3分          |
| JR埼京線         | 板橋駅       | 東口 | 10分         |
| 東武東上線       | 北池袋駅     | 東口 | 15分         |
| 都電荒川線       | 庚申塚停留場 |      | 4分          |

- バス
  - 都営バス 王40甲・王55 ・草63・草64 堀割停留所より徒歩1分

## 象徴

### スクールカラー
スクールカラーは紫である。

### シンボルマーク
シンボルマークはSマークと呼ばれている。母体である学校法人大乗淑徳学園の英字の頭文字をデザインしたもので、Sマークの3本のラインは、大乗仏教精神、一貫教育、社会福祉の3本柱を表現している。

### マスコットキャラクター
校訓「感恩奉仕」から生まれたおかげさまくんという達磨をモチーフにしたキャラクターが存在する。

### 制服
- 高校：ブレザー
- 中学：詰襟（男子）、セーラー服（女子）

※ 女子は中学では水色、高校では紺のリボンを着用。2019年度より、女子のスラックス及びネクタイの着用が任意で認められた。

## コース制
高等学校は選抜コースと特進コースの2コース制となっている。選抜コース成績上位者でアルティメットクラスと2017年度から新設されたプレミアムクラスを編成し、特進コースには私立大学文系の入試に対応する特進私文クラスを設置している。中学校は2017年度から新設されたスーパー選抜コースと特進コースの2コース制である。

## 学校行事

### 文化祭
文化祭は淑鴨祭（しゅくおうさい）と呼ばれ、毎年9月に行われる。(高校三年生を除く)
2020年は新型コロナウイルス感染症対策のため、オンライン上で行われた。
2021年は新型コロナウイルス感染症対策のため、生徒だけで外部からの来客は出来なかった。

### 体育祭
体育祭は毎年5月に所沢市民体育館にて行われる。

### 仏教行事
仏教行事は、花まつり、魂まつり（たままつり）、成道会（じょうどうえ）、涅槃会（ねはんえ）が行われる。一年次には週に１回、淑徳の時間（淑時）と呼ばれる仏教の授業がある。

## 部活動

### 運動部
- エアロビクス部
- 空手道部
- 剣道部
- サッカー部
- 新体操部
- ソフトテニス部
- 卓球部
- ダンス部
- 男子バスケットボール部
- 女子バスケットボール部
- 硬式テニス部
- バドミントン部
- ソングリーダー部
- 男子バレー部
- 女子バレー部
- 陸上競技部
- 水泳部 - 男子は2007年に、女子は2010年にインターハイ総合優勝を達成した。
- 硬式野球部
- 中学野球部
- 中学バスケットボール部
- 中学サッカー部

### 文化部
- 英語部
- 演劇部
- 合唱部
- 科学部
- 家庭科部
- 華茶道部
- ギター部
- 書道部
- 吹奏楽部
- 筝曲部
- パソコン部
- 美術部

### 同好会
- 音楽研究会（音研）
- 美子文会（みしぶみかい）- 奉仕活動を目的に、昭和34年2月3日に生徒会活動として発足。その日を記念して、日付の3・4・2・3の数字を文字にして「美子文」と命名。ボランティア活動を主に行っている。

## スポーツ成績
- 2007年 - インターハイにおいて水泳部男子が総合優勝を果たした[5]。
- 2015年8月17日～20日 - 京都アクアリーナで行われたインターハイにおいて、水泳部男子が100メートル、200メートル自由形、400メートル個人メドレーでそれぞれ優勝、長谷川涼香が100メートルバタフライで優勝した。
- 2016年1月16日 - 東京辰巳国際水泳場で行われた東京都新春水泳競技大会において、長谷川涼香が女子200メートルバタフライで、2分03秒45のタイムで短水路日本高等学校新記録を樹立。
- 2016年8月 - リオデジャネイロ五輪に長谷川涼香、池江璃花子が競泳競技に出場。
- 2016年8月28日 - 横浜みなとみらいホールで行われた全国学校ギター合奏コンクールにギター部が出場し、銅賞および審査員特別賞を獲得。
- 2016年9月9日〜11日 - 岩手県盛岡市立総合プールで行われた第71回国民体育大会水泳競技大会において、水泳部男子が400メートル個人メドレー、長谷川涼香が200メートルバタフライ、池江璃花子が50メートル自由形（日本新記録・世界ジュニア新記録）、100メートルバタフライ（大会新記録）でそれぞれ優勝した。また、高校水泳部は400メートルフリーリレー、400メートルメドレーリレーにおいても東京チームとして出場して優勝し、東京都の総合優勝を果たした。
- 2016年12月6日～11日 - カナダ・ウィンザーで行われた第13回世界短水路選手権において、池江璃花子が短水路日本新記録と高校新記録を樹立。個人としては50メートルバタフライと100メートルバタフライにおいて銅メダルを獲得[6]。
- 2017年1月14日 - 東京辰巳国際水泳場で行われた東京都新春水泳競技大会において、長谷川涼香が女子200メートルバタフライで2分02秒96の短水路日本新記録を樹立。
- 2017年4月13日~16日 - 愛知県の日本ガイシアリーナで行われた第93回日本選手権水泳競技大会において、池江璃花子が日本女子水泳史上初の「５冠（50メートル自由形・100メートル自由形・200メートル自由形・50メートルバタフライ・100メートルバタフライ）」を達成した。長谷川涼香が同大会の200メートルバタフライで優勝（ワールド・ジュニア新記録）し、100メートルバタフライで準優勝した。そして、池江、長谷川両選手はともに、7月23日～7月30日にハンガリー・ブダペストで行われる第17回世界水泳選手権大会の日本代表に選抜された。
- 2017年6月11日 - モナコで行われた競泳欧州GPにおいて、長谷川涼香が女子200メートルバタフライで優勝。
- 2017年7月27日 - ハンガリー・ブダペストで行われた第17回世界水泳選手権大会において、池江璃花子が女子800メートルリレーで7分50秒43の日本新記録を樹立[7]。

## 沿革

### 年表
- 1919年（大正8年）1月 -  社会事業家で浄土宗僧侶の長谷川良信により、社会福祉施設マハヤナ学園として設立。
- 1924年（大正13年）4月 -  学園内に大乗女子学院'を創立。
- 1925年（大正14年）4月 - 大乗女子学院（夜学）を発展的に解消し、巣鴨家政女学校とする。
- 1931年（昭和6年）4月 - 文部省より許可を受け、巣鴨女子商業学校を設立。
- 1948年（昭和23年）4月 - 学制改革により巣鴨女子高等学校となる。
- 1950年（昭和25年）4月 - 淑徳学園と合併し、学校法人大乗淑徳学園となる。
- 1955年（昭和30年）4月 - 巣鴨女子商業高等学校と改称。
- 1973年（昭和48年）4月 - 普通科を設置し、巣鴨女子高等学校と改称。
- 1979年（昭和54年）4月 - 商業科を廃止する。
- 1985年（昭和60年）4月 - 淑徳巣鴨高等学校と改称。
- 1992年（平成4年）4月 - 男女共学となる。
- 1996年（平成8年）4月 - 淑徳巣鴨中学校を開校。
- 2003年（平成15年）9月 - 新校舎完成。
- 2019年（平成31年）3月 - 創立100周年を記念して、校門を新設。
- 2021年（令和3年）12月 - 創立100周年式典を卒業生の長谷川涼香、池江璃花子を招いて執り行う。

## 著名な卒業生
- あいざわみほ（女優）
- 鈴木絵美子（シンクロナイズドスイミング選手） - アテネ五輪、北京五輪代表
- CHARA（歌手）
- 上原理生（声楽家）
- 吉沢梨絵（歌手）
- 宮前真樹（タレント）
- 原千晶（女優） - 高校に入学した翌年に北豊島高等学校（荒川区）に再入学[8]
- 大山真志（俳優）
- 長谷川涼香（競泳選手） - リオデジャネイロ五輪代表
- 池江璃花子（競泳選手） - リオデジャネイロ五輪代表
- 成田実生（競泳選手)- アジア競技大会日本代表

## 系列校
- 淑徳大学
- 淑徳大学短期大学部
- 淑徳中学校・高等学校
- 淑徳与野中学・高等学校